# Белява (Вроцлавський повіт)
Белява (пол. Bielawa) — село в Польщі, у гміні Длуґоленка Вроцлавського повіту Нижньосілезького воєводства.
Населення — 335 осіб (2011).
У 1975—1998 роках село належало до Вроцлавського воєводства.

## Демографія
Демографічна структура станом на 31 березня 2011 року:
|          | Загалом | Допрацездатний вік | Працездатний вік | Постпрацездатний вік |
| -------- | ------- | ------------------ | ---------------- | -------------------- |
| Чоловіки | 179     | 46                 | 120              | 13                   |
| Жінки    | 156     | 39                 | 96               | 21                   |
| Разом    | 335     | 85                 | 216              | 34                   |